# Heraklona
Heraklona, pravim imenom Konstantin Heraklije(grč. Κωνσταντῖνος Ἡράκλειος, lat. Flavius Constantinus Heraclius Augustus) (* 626.; † 641.), bizantski car nekoliko mjeseci tijekom 641. godine.
Heraklona je bio sin cara Heraklija i njegove žene Martine.
Martina je prisilila cara da proglasi Heraklonu 4. lipnja 638. sa samo 12 godina suvladarom. Kada je car Heraklije 11. veljače 641. umro, udovica Martina je postala praktično regentkinja Bizantskog carstva, ali nije uspjela spriječiti da Heraklijev sin iz prvog braka, Konstantin III., bude okrunjen.
Konstantin III. je umro 25. svibnja nakon duže bolesti. U oporuci je za nasljednika odredio 11-godišnjeg sinu Heraklonu, koji je u ljeto okrunjen kao Konstans II. Pošto je bio sumnjičav prema carici Martini, Konstantin III. je platio vojsku da čuva njegove sinove. 14. rujna 641. godine narod se pobunio i svrgnuo Martinu i Heraklonu. Oboje su osakaćeni (njoj su odrezali jezik, a njemu nos) i protjerani na Rodos. Heraklona je ubrzo preminuo od nanesenih ozljeda.
| Prethodnik:            | Bizantski carevi | Nasljednik:                |
| Konstantin III. (641.) | Bizantski carevi | Konstans II. (641. – 668.) |